# Tuttul

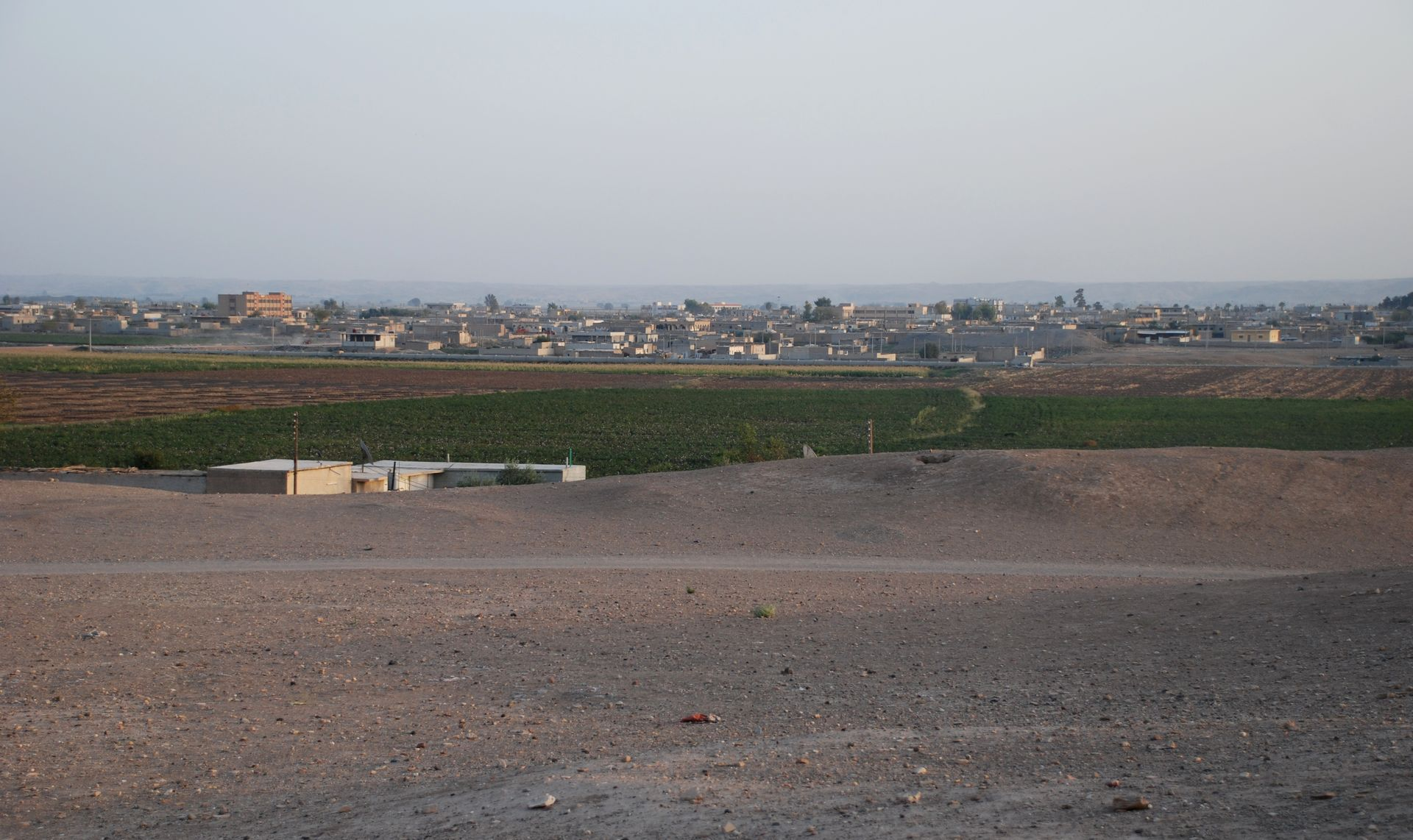
Al Raqa y Tell Bi'a.

Tuttul o Tultul fue una antigua ciudad de la Edad del Bronce, asentada en un montículo al norte de la actual Siria, ahora convertida en un tell arqueológico denominado Tell Bi'a. Está situada en la gobernación de Al-Raqa, cerca de la moderna ciudad de Al Raqa.
El apogeo de esta importante ciudad antigua en el norte de Mesopotamia duró desde la segunda mitad del III milenio a. C. hasta el siglo XVII a. C. La última vez que estuvo bajo el gobierno de Mari durante el Antiguo Imperio Babilónico.

## Características
La colina del asentamiento de Tuttul se encuentra a dos kilómetros al este del casco antiguo de Al Raqa. Fue fortificado durante el período abasí, en una terraza fluvial, cerca de la confluencia de los ríos Balij y Éufrates. Hoy día se encuentra a 3 km del Éufrates y a 2,5 km del Balij. 
Antiguos asentamientos alrededor de Tell Bi'a necesitaban estar elevados en terrazas de al menos 15 metros de altura para protegerlos de las inundaciones. Los campos se regaban predominantemente desde el Belij, ya que el Éufrates fluía por el sur de la depresión de Mišlab desde el período de asentamiento más temprano. Esto se evidencia en textos cuneiformes. En una carta de principios del II milenio a. C. al rey asirio Shamshiadad I, los residentes de Tuttul se quejaban de que se había extraído demasiada agua del río de la ciudad de Zalpah, ubicada en los tramos superiores del Belij (probablemente Tell Hammam al-Turkaman) que ahora faltaba para el riego del campo propio. La zona ofrecía buenas condiciones para el cultivo de cebada, trigo y sésamo. En textos que se encontraron en Mari, se documenta la cría de ganado y la producción de madera para la construcción de barcos.
La ciudad tenía una importancia estratégica en la intersección de dos vías de transporte. Una ruta desde Mari en el sureste conducía a Tuttul y el Éufrates vía Emar y más al oeste hasta Haleb o al norte hasta Karkemish. Al suroeste, una carretera se bifurcaba a Qatna, al norte una ruta conducía a lo largo del Belij 29 kilómetros (un día de viaje) hasta Tell es-Seman, luego a través de Subat-Samas en el curso superior del río y luego al Jabur superior. Valle.

## Historia
La historia del asentamiento en el triángulo donde se unen los dos ríos transcurre por cuatro fundaciones de la ciudad separadas unos kilómetros. El lugar más antiguo era Tell Zaidan, uno de los tres grandes montículos de asentamientos de hasta 10 hectáreas de un total de 14 asentamientos en el valle del Belij, que por lo demás tenían un tamaño menor, entre una y cuatro hectáreas. Tell Zaidan está a unos 5 km al este de Tuttul al borde del valle de Belij y se estableció durante el período de Halaf (c. 6000-5300 a. C., llamado así por Tell Halaf) y el período de El Obeid (5900-4300 a. C.).
Los vestigios más antiguos de asentamiento en Tell Bi'a datan de mediados del IV milenio a. C. (período de Uruk). La siguiente fundación de la ciudad fue la seléucida Nikeforión, alrededor del 300 a. C., dos kilómetros al sur de Tell Bi'a en la entonces orilla del Éufrates. En la época romana la ciudad se llamaba Callinicum (Kallinikos), y bajo el emperador romano Justiniano fue fortificada nuevamente en el siglo VI. Su ubicación corresponde al actual pueblo o distrito de Mišlab. La actual Al Raqa tiene su centro de la ciudad a dos kilómetros al oeste, lugar de una nueva fundación abasí de principios del siglo VIII.
A esta ciudad a veces también se la ha llamado 'Tuttul del Norte' en referencia a una 'Tuttul del Sur', que posiblemente estaba ubicada en el Éufrates iraquí entre las antiguas ciudades de Mari y Babilonia. No obstante, es un tema todavía en debate. La identificación del llamado 'Tuttul del Sur' con la moderna ciudad iraquí de Hit es incierta, ya que se hace referencia a Hit varias veces en los archivos de Mari mediante su nombre moderno.

## Centro religioso
Tuttul fue un importante centro religioso a finales del III milenio a. C. y principios del siglo II a. C., porque allí estaba el gran templo dedicado al dios Dagón, una de las principales deidades de la antigua Siria y adorado en todo el Antiguo Próximo Oriente. Comparte esta característica con la ciudad de Terqa, ubicada más abajo del Éufrates. Cuando se apoderó de la región circundante, Sargón de Acad (2334-2279 a. C.) llegó a Tuttul para que el dios reconociera su dominio, al igual que su nieto Naram-Sin, que situó a uno de sus hijos como gobernador de la ciudad. Tuttul y el culto a su gran dios son bien conocidos en la primera mitad del siglo XVIII a. C. gracias a los archivos encontrados tablillas de arcilla en Mari, cuyos reyes dominaron la ciudad.

## Arqueología
Se ha excavado la ciudad desde 1980 por un equipo de la Sociedad Alemana de Oriente (Deutsche Orient-Gesellschaft) dirigido por Eva Strommenger. Entre lo más valioso encontrado es un conjunto de seis tumbas de adobe de tres habitaciones, construidas sobre el suelo de c. 2500 a. C., que han llegado a compararse con las tumbas de élite del cementerio real de Ur.  En 1992, el nombre Tuttul también se encontró en tablillas halladas en Tell Bi'a.

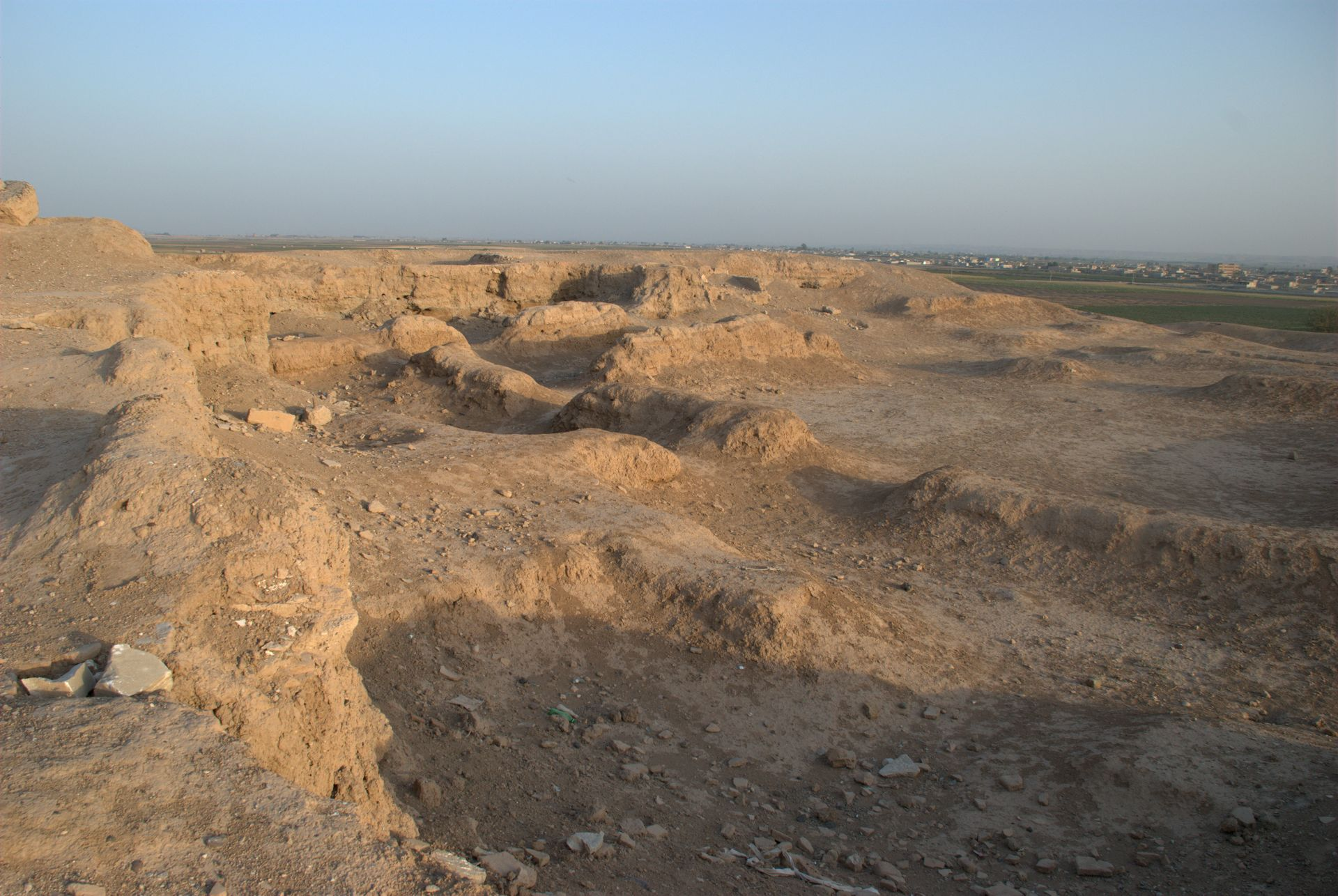
Tuttul
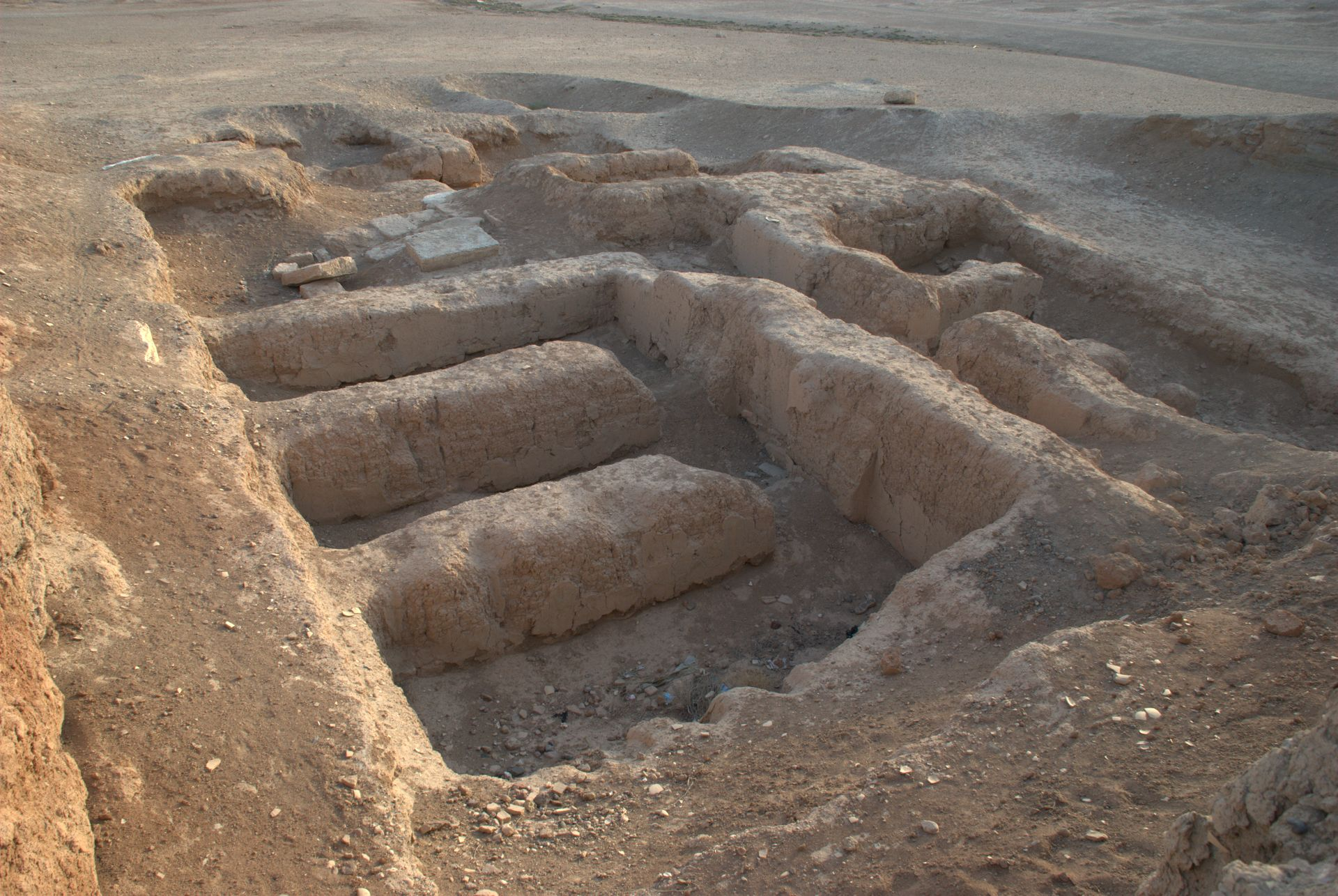
Tumbas de Tuttul
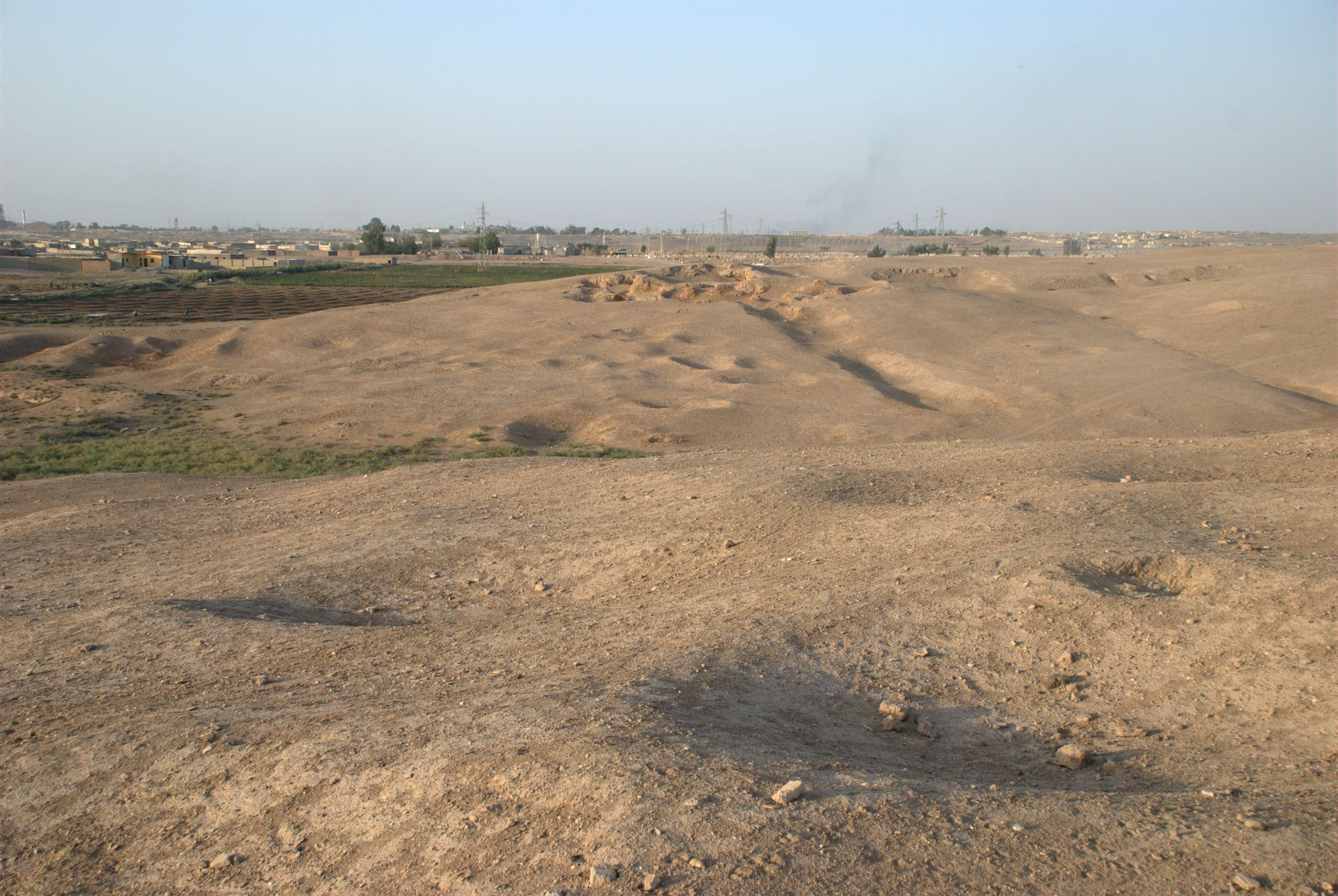
Tuttul